# Antoine III. de Gramont

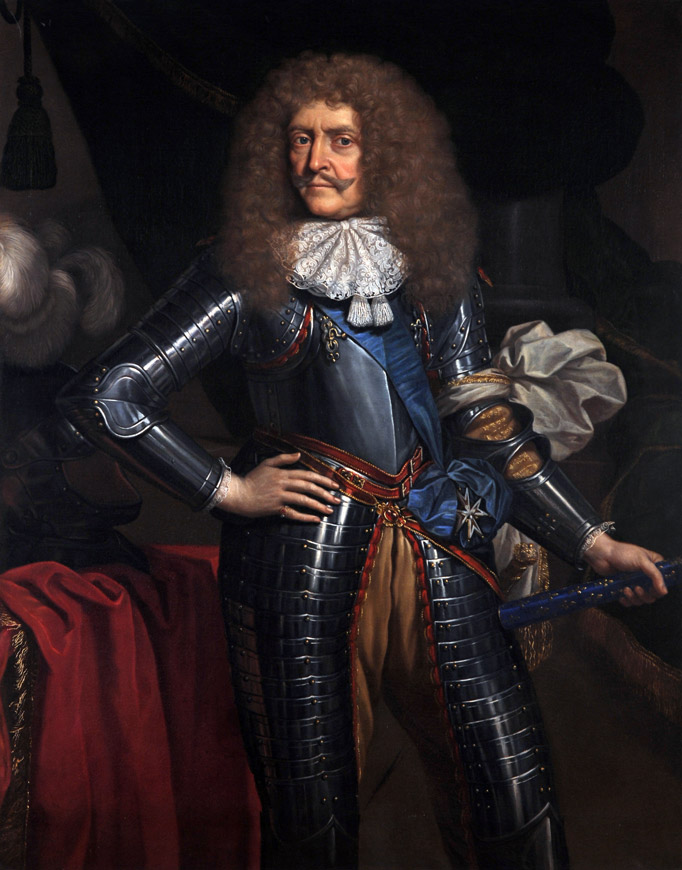
Antoine III. de Gramont, 2. Herzog von Gramont

Antoine III. de Gramont (* 1604 auf Schloss Hagetmau; † 12. Juli 1678 in Bayonne) war ein französischer Militär, Diplomat und Staatsmann, der ab 1641 das Amt des Marschalls von Frankreich bekleidete. Außerdem war er Vizekönig von Navarra und Béarn sowie Gouverneur von Bayonne. Seine Titel waren unter anderem Herzog von Gramont, Graf von Guiche und Louvigny, souveräner Fürst von Bidache und Ritter des Ordens vom Heiligen Geist.

## Leben
Antoine de Gramont stammte aus dem alten südfranzösischen Adelsgeschlecht Gramont. Sein Vater war Antoine II. de Gramont, 1. Herzog von Gramont, seine Mutter war Louise († 1610), Tochter des Marschalls Roquelaure (1543–1623).
Gramont war ein eifriger Parteigänger Richelieus. Es heißt, er habe einmal im Trunk geäußert, dass ihm an Richelieu mehr gelegen sei als am König und dem gesamten königlichen Haus. Seitdem förderte der Kardinal ihn mit besonderem Nachdruck. 1634 heiratete Gramont dessen Nichte Françoise-Marguerite du Plessis de Chivré († 1689), die Tochter Hectors de Chivré, seigneur du Plessis.
Gramont nahm an vielen Schlachten des Dreißigjährigen Krieges teil, wurde am 22. September 1641 Marschall von Frankreich und erhielt 1643 von Ludwig XIV. für sich und seine Nachkommen den Herzogstitel. 1645 geriet er in der Schlacht bei Alerheim in Gefangenschaft. 1653 wurde er Staatsminister, 1657 französischer Botschafter beim Reichstag in Frankfurt am Main und warb 1660 für den König um die Hand der Infantin Maria Teresa von Spanien. Von 1661 bis 1671 war er der erste Colonel Général des Gardes françaises. Er starb 1678.
Seine Memoiren („Mémoires du maréchal de Gramont“, Paris 1716, 2 Bände) gab sein Sohn Antoine Charles de Gramont heraus. Ein anderer Sohn war Graf Armand de Guiche (1637–1673), der wertvolle Memoiren über den Krieg gegen Holland hinterließ (London 1744).
Ein jüngerer (Halb-)Bruder Antoines III. war der durch seine Liebesabenteuer bekannte Graf Philibert de Gramont (1621–1707), dessen Memoiren: „Mémoires du chevalier de Gramont“ (London 1713; hrsg. von Brunet, Paris 1859, von Sainte-Beuve, 1866) sein Schwager Anthony Hamilton herausgegeben hat.

## Belletristik
Antoine III. de Gramont ist als Comte de Guiche eine der Hauptfiguren in Edmond Rostands Cyrano de Bergerac.